# Ara Hakobyan
Ara Hakobyan (in armeno Արա Հակոբյան?; Erevan, 4 novembre 1980) è un ex calciatore armeno, di ruolo attaccante.
È al terzo posto tra i marcatori più prolifici del campionato armeno (127 reti) e conserva il secondo posto nella classifica dei marcatori della Nazionale armena, con 7 gol in 42 incontri. Detiene inoltre il record di reti nell'Under-21 con 5 marcature.
In totale realizzò 162 reti, 35 delle quali in Ucraina.

## Carriera

### Club
Protagonista della classifica marcatori del campionato armeno tra la fine degli anni novanta e l'inizio degli anni duemila, vinse tre titoli di miglior marcatore del torneo nel 1998, nel 2000 e nel 2003 quando realizzò rispettivamente 20, 21 e 45 reti. Nel 2002 raggiunse il secondo posto tra i capocannonieri siglando 21 marcature. I 45 gol messi a segno durante il 2003 gli valgono un record tutt'oggi imbattuto, come miglior marcatore della storia per numero di marcature realizzate in una singola stagione in un torneo a 8 squadre in 28 partite. Nel 2004, grazie alle realizzazioni segnate nella stagione precedente, viene inserito per la Scarpa d'oro raggiungendo il nono posto assieme a Henrik Larsson, risultando come miglior marcatore stagionale in Europa.

## Palmarès

### Club

#### Competizioni nazionali
- Bardsragujn chumb: 1

Araks Ararat: 2000

### Individuale
- Capocannoniere del Bardsragujn chumb: 3

1998 (20 gol), 2000 (21 gol), 2003 (45 gol)